# Albert Speer
Albert Speer, nemški arhitekt in politik, * 19. marec 1905, Mannheim, † 1. september 1981, London, Združeno kraljestvo.
Speer, imenovan tudi »prvi arhitekt Tretjega rajha«, je bil Hitlerjev glavni arhitekt v nacistični Nemčiji, leta 1942 pa je v Hitlerjevem kabinetu postal minister za oborožitev. Po vojni mu je bilo sojeno v Nürnbergu, kjer je izrazil obžalovanje, obsojen pa je bil na dvajset let zapora. Po izpustitvi iz zapora Spandau je postal uspešen publicist, saj je zapisal več delnih avtobiografskih del. Njegova pričevanja so sprožila razprave zlasti ob njegovi samopodobi »dostojnega nacista«.
Znan je po megalomanskih zamislih o obnovi Berlina (kot so petkilometrska avenija skozi Berlin z velikansko 250 metrsko kupolasto zgradbo na enem koncu in 130 metrov visokim slavolokom na drugi strani) ter po načrtovanju velikih zgradb tako, da bi imele v daljni prihodnosti »vrednost razvalin«. Po tej teoriji, ki jo je Hitler vneto podpiral, naj bi bile vse nove zgradbe zgrajene tako, da bi bile njihove razvaline tisoče let umetniško lepe. Take ruševine bi bile oporoka veličastju Tretjega rajha, kot so bile starogrške in starorimske razvaline simboli za veličastje njihovih civilizacij.

## Življenjepisi
- Fest, Joachim (2001). Speer : the final verdict. New York: Harcourt. ISBN 0-15-100556-7. OCLC 49664319.
- Vat, Dan (1997). The good Nazi : the life and lies of Albert Speer. London: Weidenfeld & Nicolson. ISBN 0-297-81721-3. OCLC 40996301.
- Sereny, Gitta (1995). Albert Speer : his battle with truth. New York: Knopf. ISBN 0-394-52915-4. OCLC 30671256.
- Schmidt, Matthias (1984). Albert Speer : the end of a myth. New York: St. Martin's Press. ISBN 0-312-01709-X. OCLC 10876793.

### Avtobiografija v slovenščini
- »Albert Speer, spomini«, ČGP Delo, Ljubljana 1972